# リリアン・アリング

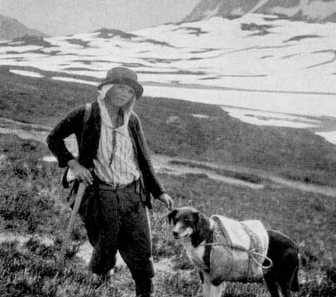
Lillian Alling and dog departing from Cabin 8 of the Yukon Telegraph Trail (photographed by Jim Christie, c. 1928)

リリアン・アリング(1896年 - 1929年?)は、東欧からアメリカ合衆国へ移住した移民であり、1920年代に徒歩で故郷への帰国を試みた。彼女の4年間の旅はニューヨークから始まり、カナダを西に横断し、ブリティッシュコロンビア州、ユーコン準州を北上し、アラスカから西へロシアへ向かった。しかしベーリング海峡を渡ってロシアに成功したかどうかは不明である。

## 旅程
彼女が初めて公式記録に登場したのは1927年9月10日で、ヘイゼルトンで罪状認否を受けたため、それ以前の出生、移住、初期の旅などの詳細を確認することはできない。:213 アリングはおそらく1900年頃にロシアかポーランドで生まれたと思われる。:211 カサンドラ・パイバスは、1920年代にベラルーシからポーランド経由で移住した同時代の類似の名前の検索に基づいて、彼女がユダヤ人であったと推測している。:13–18

### 旅立ちの動機
彼女の旅を詳述した最も初期の記事の1つは、1943年のビーバー号に掲載され、アリングは「はや孤独と郷愁に耐えられなかった...シベリアが彼女の目標だった。そこに着いたら、彼女の人々の間で、ウラジオストクから彼女の愛する草原への道を手配するのは簡単だった。彼女は市場の農民たちの深い声の笑い声と、ダンスの音楽の音色を聞くことができた。":15
1949年のコロネットの記事によると、アリングは1920年代に家族によって米国に派遣され、ロシア革命後に安全な避難所を見つけることができるかどうかを確認した。彼女は家族が投獄されたと聞いて旅を始めた。:60–61
1973年、1927年にヘイゼルトンに駐在していた引退した王立カナダ騎馬警察官T.E.E.グリーンフィールドは、地元の新聞であるバンクーバー州に彼のバージョンの出来事を書いた。:182 グリーンフィールドによると、彼女はノースダコタ州から来て、彼氏を追いかけていました。彼氏もポーランド出身で、彼女と結婚すると約束していた。彼は式の前に姿を消していたが、彼女は彼がテレグラフ・クリークにいると聞いていた。:234

### 旅の始まり
1926年までに、アリングはニューヨークでロシアへの渡航のために懸命に働き貯金をしていた。航路で目的地を目指すには金銭的に余裕がないとわかったので、代わりにシベリアまで歩くことを選択した。アリングはニューヨーク図書館で本や地図を学び、彼女の旅の「大まかな輪郭」を描いていた。:177
彼女は最初にバッファローまで歩き、1926年のクリスマスイブにナイアガラの滝でカナダに渡った。税関職員が彼女に入国質問をしたところ、彼女は「自分はニューヨーク州ロチェスターから出発した。カトリック教徒であり、30歳で、ポーランドで生まれた」と述べた。
ディッキーの証言では、1927年、彼女が25歳の時の春にニューヨーク市を出発していた。:14 逆算すると、彼女は1928年にはバンクーバーからスミザーズまで平均して30マイル/日(48km/日)で歩行していたことになる。 ビーバーとコロネットは、彼女がシカゴ、ミネアポリス、ウィニペグで記憶されていると述べた。:15 彼女はレストランで働いていたり、カナダの農場で収穫を手伝っていたようである。:61

### 刑務所収監とテレグラフトレイル
1927年9月10日までに、最初の公式記録では、アリングはブリティッシュコロンビア州ヘイゼルトンの北60マイル (97 km) にあるカナダの西端に到達したとされている。:214 この速度は1日平均30マイル (48 km) を歩いたことになる。:14 彼女は、カナダの極北への1,000マイル(1,600 km)の小道であるユーコンテレグラフトレイルのキャビン2で電信線員に呼び止められた。テレグラフ・トレイルは、中継局や路線保守として機能する有人キャビンが特徴で、約30マイル (48 km) 間隔で配置されていた。:213–214 ラインマンはアリングのボロボロで栄養失調の姿に気づき、彼女がシベリアまで歩くつもりだと聞いた後、彼女の健康状態を心配して、南の登山口にあるヘイゼルトンの当局に電話をかけた。:61:14:178
J・A・ワイマン巡査はキャビン2に到着し、(グリーンフィールドではキスピオックスだったとしている):182 これから来る冬に徒歩で進むのは致命的であることを知っていた。そして、アリングが進行するのを許すことが非倫理的であることを恐れて、彼は彼女をヘイゼルトンに連れ戻した。:214 彼女は先に進むことを嘆願したが、逮捕され、浮浪者として起訴された。 彼女が捜索されたとき、彼らは2枚の10ドル紙幣と長さ18インチ(460mm)の鉄の棒(またはパイプ)を見つけた。これは野生動物に対するものではなく男性からの防衛のためものであるとした。:15 彼女は浮浪者に対する25ドルの罰金に代わるものとして2ヶ月間をバンクーバー近郊のオカラ刑務所で過ごした。:61–62 :15 彼女は釈放後、バンクーバーのレストランで働き、1928年の5月末または6月末までに再び旅行するのに十分なお金を貯めた。:15:63
7月19日までにバンクーバーから63マイル先のスミザーズに到着した。:63:15 これは1日平均30〜40マイル(48〜64km)を徒歩で移動したことを意味する。:15:178 この時点で彼女の話はブリティッシュコロンビア州警察の間で知られるようになり、彼女はブリティッシュコロンビア州警察のアンディ・フェアバーン軍曹から、彼女の旅を続けるための条件として、テレグラフトレイル沿いの各キャビンに出頭するようにと言われた。:16 ディッキーの1972年の説明によると、9月12日にキャビン8に到着したとき、彼女は食料、衣類、さらにはブルーノという名前の犬の仲間さえも含む援助を受けた。 ] 彼女はそこに数日間滞在したが、雪が降っている間はラインマンが彼女に休むように説得し、衣服を与えた。:179
しかし地元の新聞記事は、アリングがディッキーのタイムラインよりも先まで進んでいたという。 ホワイトホース・スター紙は8月31日の記事で、彼女がホワイトホースに到着し、彼女の無口な性格から「謎の女性」というニックネームを与えられたと報じている。:216–217 ホワイトホースを出港した後、9月7日にタフキンナの東で目撃されている。ある男性が彼女に車で送ることを勧めたが、彼女はそれを断った。

### ユーコン川渡河
彼女がアトリンに着いたとき、おそらくクズリのための罠から毒を摂取したために犬は死んでいた。:17:216 しかし、アリングは彼女にその犬が贈られたときに「彼はいつも私と一緒にいる」と誓ったので、そのぬいぐるみを彼女と一緒に運んだと記録されている。:55 1928年の10月:133–134 もしくは11月:217 アリングはユーコン準州のドーソンシティに到達した。:55 地元の人々が彼女の話を聞き、彼女の到着を待っていた。彼女はホワイトホースからドーソンまでわずか39日間で歩いたと考えられる。:180–181 彼女は再び冬を働き、ボートを購入して修理するのに十分なお金を貯めた。翌年の春(1929年)に、彼女はユーコン川に沿ってアラスカに航海するつもりであった。:63–64
 
グリーンフィールドによれば、アリングの旅は1928年10月にテレグラフ・クリークで終わっていた。彼女はその年の後半にグリーンフィールドに手紙を書き、彼女が放浪するボーイフレンドを見つけられなかったが、代わりに地元の男性と出会い、結婚したと伝えた。:235 手紙の中で、彼女は彼に彼女の到着を1年遅らせたことに感謝した。:182 パイバスは、アリングがドーソンシティに不可解なほど長い滞在をしたことが文書化されていると信じている:171 iは、グリーンフィールドの二次的な説明によってより適切に説明され、彼女は1928年の冬にドーソンシティで罠猟師に会い、関与し、翌年の春に氷が割れ始めたときに彼を追って野生に行ったと推測している。:237–238

### 歴史に残る
ビーバーは、アリングがタナナを通ってノームまで無事に航海し、そこでボートを離れて再び歩き始めたと報告した。:17 年後にアリングのルートをたどった夫婦のビルとルース・アルビーは、彼らの旅行記『アラスカ・チャレンジ』(1940年)で、ノームの郵便配達員がアリングが街を通り過ぎたことを覚えていると述べた。
1943年と1949年の証言によると、彼女が最後に報告された位置は、北米最西端に近いアラスカ州テラーの外で、1929年で、そこでイヌク族の人物に目撃されたと伝えられている。:17 "彼女は荷車のような仕掛けを引っ張り、そこには彼女のわずかな所有物が含まれていました。その山の上には、白黒の犬の体のような奇妙なものが置かれていたと、イヌク族の人物は付け加えた。:64 アルビーはこれを悲しい結末まで続け、彼女の足跡は増水した川の端で終わり、彼女は溺死したと推定されたと述べている。 これは、イヌク族の人の証言にも反響した。:182 少なくとも、彼女は5,000マイル(8,000 km)を歩いた。

スーザン・スミス・ジョセフィーの著書『リリアン・アリング:帰宅の旅』(2011年)からの抜粋は、リリアンの運命の別の可能性を示している。
1929年のアメリカとソビエト連邦の間の緊張した関係にもかかわらず、両国の先住民は、毎年6月から11月にかけて定期的に海峡を渡り、取引や物資の購入のために海峡を渡っていました。この渡海は、海峡の両側の当局によって気づかれなかったか、見てみないふりをされていました。
両国間の移動は一般的であり、誰かが海峡を渡る航路にお金を払うのはごく普通のことだったでしょう。ソビエト・ロシアに到着した後、彼女に何が起こったのかは、ベーリング海峡を渡った後に発見されたという不可解な報告があるまで、不明のままだった。
1972年、作家のフランシス・ディッキーは、アリングの旅の記録を『トゥルー・ウェスト・マガジン』に発表した。 1975年、ディッキーは新しいあとがきを付けてこの話を再掲載し、その中で彼は『トゥルー・ウェスト』の記事の後、アーサー・エルモアという読者が彼に手紙を書き、エルモアが1965年にロシアの友人から聞いた「奇妙な」話を詳述したと記している。年秋、エルモアの友人はノームの西150マイル (240 km) にあるプロビデニヤの海岸にいた。浜辺では、ディオミード諸島出身のイヌイット男性3人と白人女性1人という数人の役人が一団を尋問していたが、全員がボートの近くに立っていた。:10  この女性が実際にリリアン・アリングであったかどうかは定かではない。

## 報告
アリングの旅に関する同時代の報道には、1928年の「ホワイトホース・スター」の記事があり、バンクーバーからプリンス・ルパートまでの定期蒸気船からヘイゼルトンに到着した「謎の女性」として、彼女がニューヨークから出発したことを示唆していない:132 と Dawson News1928年10月、彼女は「彼女の長い旅の中で最も困難で不快な時間」を終えて小さなボートで到着し、1929年6月に同じボートで出発したことに言及した短い記事が続いた。:170–171
彼女の「完全な」旅の初期の記述の一つは、ハドソン湾会社が発行する雑誌「ビーバー」の1943年9月号からである。この記事には、公式記録によって確立されたタイムライン(1927年9月のヘイゼルトンから1929年の春のドーソンまで)の前後の多くの推測的な詳細が含まれていました。これらの詳細には、彼女の起源(ニューヨーク)、初期のルート(シカゴ、ミネアポリス、ウィニペグ経由)、川の旅(ドーソンからタナナを通ってノームまでユーコンを下る)、最後の目撃情報(テラー)、および最終目的地(シベリア) アリングの旅のカラフルな再話は、1948年発行のショルダーストラップ、ブリティッシュコロンビア州警察のジャーナルでJ.ウェルズフォードミルズによって与えられました;ミルズの記事は、同じ臆測的な詳細を繰り返しているが、カサンドラ・パイバスは、ミルズがこの歴史の大部分を捏造したと考えている。:196–197 これらの思索的な再話は、1949年にコロネットによって取り上げられ その後、1966年にフランシス・ディッキーが彼のバージョンを出版するまで休眠状態にあったようであり 1972年3月/4月号のTrue Westで拡張され、再出版された。 トロントスターも1985年にアカウントを公開した。:197

## メディア
アリングの物語は、現代の本、演劇、映画、オペラに影響を与えています。
- La Piste du télégraphe (1994; "The Telegraph Route"), a film directed by Liliane de Kermadec
- Raven Road (2001; republished in 2002 as The Woman Who Walked to Russia), a nonfiction travelogue by Cassandra Pybus[3][15]
- All the Way to Russia With Love (2002), a play by Susan Flemming's, with Kathi Langston[16]
- Away (2007), a novel by Amy Bloom[17]
- Lillian Alling (2010), an opera commissioned by the Vancouver Opera in 2007; it was composed by John Estacio, with a libretto by John Murrell, and premiered on 16 October 2010.[18]
- Lillian (2019), a film directed by Andreas Horvath